# 차이 리
차이 리(Chai Lee, 2000년 1월 1일 ~ )는 영국의 배우, 영화배우이다.
광둥성에서 태어났다.

## 영화
- 그레이트 머펫 케이퍼 (1981년)
- 007 유어 아이스 온리 (1981년)
- 퀸콩 (1976년)
- 여의사 에미의 사생활 (1976년)
- 우주대모험 1999 (1975년)